# Clan Home
Le clan Home (prononcé et parfois orthographié Hume) est un clan Écossais. Le clan était très puissant au Moyen Âge et dominait l'est des Scottish Borders. Huit des Gardiens des Marches furent des membres de ce clan.

## Nom
Guillaume, fils de Patrick de Greenlaw, le second fils de Gospatric II de Lothian), adopta le nom de Hume à la suite de l'acquisition de terres sur la paroisse de Hume dans le Berwickshire au cours du XIIIe siècle siècle, par son mariage avec Ada, fille de Patrick I de Dunbar.  Le nom a par la suite été anglicisé par proximité phonétique en Home. 

## Géographie
Le clan apparaît autour de la paroisse de Hume, dans les Scottish Borders. 

## Histoire

### Origines du clan
La famille Home descend par le lignage paternel de Gospatrick de Northumbrie. Son descendant, Guillaume de Home (fils de Patrick de Greenlaw, le second fils de Gospatric II de Lothian), adopta le nom de Home à la suite de l'acquisition de terre du même nom dans le Berwickshire au cours du 13e siècle, par son mariage avec Ada (fille de Patrick I de Dunbar). Les armes de Guillaume montrent le lion d'argent des Dunbar, mais aussi le champ vert (au lieu de rouge) en référence aux terres de Greenlaw.
Durant le XIVe siècle, Thomas Home, descendant de Guillaume, épousa Nichola, héritière des Pepdie de Dunglass. À travers ce mariage les Home acquièrent les terres de Dunglass (où ils construisirent l'Eglise de Dunglass qui existe toujours aujourd'hui). Ils commencèrent alors à ajouter à leurs armes celles des Pepdie (trois perroquets vert sur champ argent). Ils furent parmi les premiers à posséder des armes écartelé en Ecosse.
Sire Thomas et Nichola Pepdie eurent deux fils. Le premier, Alexander, succéda à son père à la chefferie de la famille. Quant à son frère, David, il fonda la principale branche cadette de la famille, les Home de Wedderburn.

### XVesiècle
En 1402, sire Alexander Home de Home et de Dunglass fut capturé à la Bataille de Homildon Hill. Plus tard, il suivit le Comte de Douglas en France, mais fut tué durant une bataille en 1424. La plupart des branches cadettes du clan sont des descendants de ses trois fils. En 1473, son arrière petit fils fut nommé Grand Chambellan d'Ecosse, Gardien des Marches et devint l'un des Lords du parlement sous le titre de Lord Home. Il se joignit à la rebellion du prince Jacques contre son père le roi Jacques III, et en fut l'un des commandants lors de la bataille de Sauchieburn qui se solda par la mort du roi.

### XVIesiècle
En 1513, le troisième Lord Home et les eigneurs de sa cour formèrent une partie de l'armée levée par le roi Jacques IV pour envahir l'Angleterre. Lord Home conduisit l'avant-garde des chevaliers écossais lors de la bataille de Flodden ; il eut la chance d'échapper au massacre, contrairement à de nombreux membres de sa famille et de ses partisans. Home fut ensuite nommé conseiller de la reine régente. Cependant la chance des Home se mit à tourner lorsque la régence passa aux mains du Duc D'Albany. Lord Home fut arrêté pour trahison après avoir été accusé de conspiration avec les Anglais ; son frère et lui furent exécutés en octobre 1516. Leurs têtes furent exhibées sur l'ancienne prison d’Édimbourg.
Plus tard, les titres et les terres furent rendus à leur autre frère, George Home. À plusieurs reprises, George mena des groupes de lanciers piller de l'autre côté de la frontière, en Angleterre. Cependant, il fut désarçonné et mourut de ses blessures après la bataille de Pinkie Cleugh en 1547. Ensuite, les terres des Home furent occupées par les Anglais, mais le fils de George les reprit en 1549. Il fut un fervent partisan de la Réforme écossaise et il siégea au parlement en 1560 quand la réformation protestante fut passée.
Durant le règne de Marie Stuart, les Home, comme beaucoup d'autres familles, passèrent de nombreuses fois d'une camp à l'autre. Le Lord Home soutint le mariage du Comte de Bothwell avec la reine Marie mais, plus tard, il mena ses hommes à la bataille de Langside contre la reine. Ensuite en 1573 il fut arrêté et accusé de trahison contre Jacques VI. Il fut relâché du château d’Édimbourg quand sa santé se dégrada. Il mourut quelques jours plus tard. Son fils, Alexander, fut dévoué à Jacques VI et fut un des favoris royaux toute sa vie.

### LeXVIIesiècleet la guerre civile
Quand Jacques VI d'Ecosse se rendit en Angleterre pour prendre possession de son nouveau royaume en 1603 sous le nom de Jacques Ier d'Angleterre, il fut accompagné par le Lord Home, qui fut lui élevé au rang de Comte de Home en mars 1605.
Le troisième comte de Home fut un fervent partisan du roi Charles Ier. En 1648 il était colonel du régiment à pied du Berwickshire. En 1650 quand Oliver Cromwell envahi l'Ecosse il mit un point d'honneur à la saisie du château des Home.

### LeXVIIIesiècleet le soulèvement Jacobite
Les Home changèrent plusieurs fois de camp durant les soulèvements des Jacobites du XVIIIe siècle. Pendant le soulèvement de 1715 le 7e Comte de Home fut emprisonné au château d’Édimbourg. Son frère Jacques Home d'Ayton vu ses terres confisquées pour avoir pris part à la rébellion.
Durant la rébellion de 1745 le 8e Comte de Home se joignit aux forces du gouvernement Britannique sous le commandement de Sir John Cope à Dunbar. Il se battit plus tard à Prestonpans. Le comte s'éleva au rang de Lieutenant Générale et fut nommé Gouverneur de Gibraltar, où il mourut en 1761.
Henri Home, Lord Kames fut un célèbre avocat du 18e, qui publia de nombreux travaux sur les lois écossaises et qui sont toujours hautement considérés. David Hume, un autre membre du clan, fut l'un des philosophes Britannique le plus renommé du XVIIIe siècle.

### XXesiècle
La famille Home devint très populaire au XXe siècle quand le 14e comte, Alec Douglas-Home, abandonna son titre héréditaire de pair au parlement pour devenir premier ministre (le titre pouvant cependant revenir à ses héritiers). Le frère du premier ministre, William Douglas-Home se distingua comme écrivain et dramaturge.

## Profil du clan

### Chef
Le chef actuel est l'Honorable David, Comte et Lord de Home, Lord de Dunglass et Baron Douglas. Son prédécesseur (son père), était Alec Douglas-Home, qui fut un éminent politicien.

### Membres notables et personnalités issues du clan
- Alec Douglas-Home, premier ministre

### Le sept
Ayton, Aytoun, Aiton, Blackadder, Buccles, Buglass, Bugloss, Buikles, Bukeles, Buncle, Bunkle, Dunbar, Eaton, Greenlaw, Greenlee, Greenlees, Greenley, Grindlay, Grindley, Haliburton, Halliburton, Halyburton, Hewme, Hom, Hoom, Hoome, Houm, Houme, Hum, Huym, Landels, Lansdale, Mack, Paxton, Nesbit, Nesbitt, Nisbet, Trotter, Trotters, Wedderburn

### Tartan

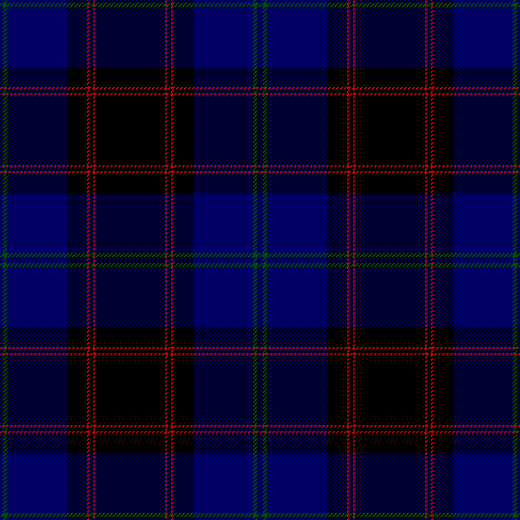
tartan des Home, en 1842 dans le Vestiarium Scoticum.

### Devise
True to the End (Authentique jusqu'à la fin)

## Chateaux et maison
- Château de Hume, siège des chefs du clan Home.

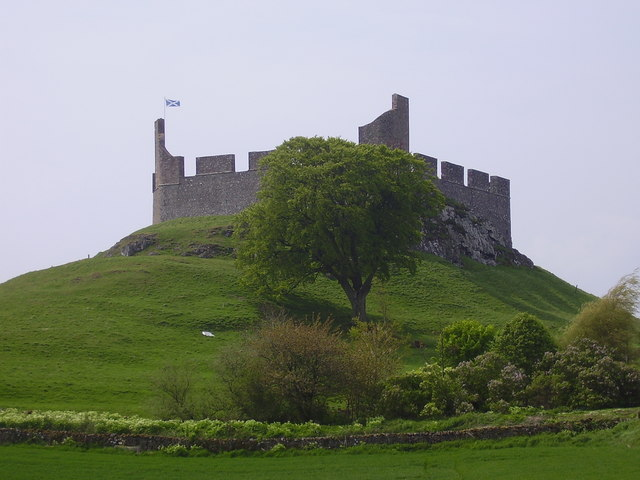
Chateau de Hume le siège originel des chefs du clan Home

- Le Hirsel, actuel siège des Comte de Home
- Marchmont House, Berwickshire
- Fast Castle, Berwickshire
- Wedderburn Castle, Berwickshire, siège de la branche cadette des Home de Wedderburn
- Paxton House, Berwickshire
- Hutton House, Berwickshire
- Dunglass Castle, East Lothian
- Ayton Castle, Berwickshire
- Manderston, Berwickshire
- Blackadder House, Berwickshire
- Kimmerghame House, Berwickshire
- Redbraes Castle, Berwickshire
- Bassendean House, Berwickshire

## voir aussi
- clan ecossais
- Baronnets de Home
- Comtes de Home